# 열혈남아 (1988년 영화)
《열혈남아》(중국어 정체자: 旺角卡門; 광둥어: wong6 gok3 kaa1 mun4 웡걱카문)/(영어: As Tears Go By)는 홍콩 왕가위 감독의 감독 데뷔작으로 유덕화, 장만옥, 장학우가 주연했다. 카메라를 손에 들고 찍어 화면이 흔들리는 효과를 주는 '핸드 헬드'촬영기법과 화면이 툭툭 끊기면서 현란한 효과를 주는 '스탭 프린팅' 효과를 선보여 왕자웨이 감독을 일약 '스타일리쉬한 영상미학'의 영화감독으로 만들었다.

## 줄거리
홍콩 뒷골목의 건달 유덕화에게 병색이 만연한 장만옥이 찾아온다. 병원에서 진찰을 받기 위해 대만에서 잠시 홍콩으로 건너온 것이다. 유덕화에게는 말썽만 피우는 못난 의동생 장학우가 있다. 유덕화는 한편으로는 못난 동생의 뒤치닥거리를 해줘야하고 한편으로는 장만옥에게 끌린다. 결국 동생 때문에 홍콩 조폭 보스와의 칼부림을 펼쳐야하며 자신의 생명마저 위태롭게 된다.

## 출연
- 유덕화 - 아화 역
- 장만옥 - 아아 역
- 장학우 - 파리 역
- 완쯔량 - 토니 역
- 황빈 - 아서 역
- 임교 - 아공 역
- 황앵 - 메이블 역
- 바이인 - 파리의 어머니 역(목소리 출연)
- 장숙평 - 유위강 역

## 영화정보
- 홍콩영화 원제 <旺角卡門>은 '몽콕의 카르멘'을 뜻한다. 몽콕은 왕각(旺角)의 홍콩지방 광동어식 발음이다. 몽콕은 홍콩 구룡반도에 위치한 지명으로 인구밀도가 높기도 유명하다.
- 왕자웨이(왕가위) 감독 영화의 트레이드 마크라 할 수 있는 핸드 헬드 촬영과 스탭 프린팅 편집기법으로 스타일리쉬한 영상미학을 선보였다.
- 무간도 등을 감독한 유위강이 이 영화에서는 촬영감독으로 활약했다.

## 한국판 성우진(KBS)
- 홍시호 - 아화(유덕화)
- 송도영 - 아오(장만옥)
- 김일 - 우잉(장학우)
- 위훈 - 토니(만재량)
- 이윤선 - 큰 형님(임교)
- 이진화 - 와세의 장모(허분) / 우잉의 엄마(진혜현) / 아화의 숙모
- 조진숙 - 마벨(황앵)
- 박영재 - 토니의 부하(왕검풍)
- 이병용 - 불량배(진지휘)
- 이문희 - 와세(황민)
- 임정길 - 와세의 장인(방강휘) / 아오의 이웃(진문호) / 경찰 무전
- 김소희 - 아오의 애인(장숙평)

## 수상정보
- 제8회 홍콩전영금상장 최우수미술감독상, 최우수남우조연상 수상